# موتور اوج
اوج  موتور توربوجت ایرانی است که توسط سازمان صنایع هواپیمایی ایران (IAIO) ساخته شده است. نسخه مهندسی معکوس جنرال الکتریک جی۸۵ است که موتور جنگنده اف-۵ است. در سال 2016 گفته شد که این موتور روی هواپیماهای کوثر و صاعقه نصب شده است.
این موتور در سال ١٣٩۵ رونمایی شد و در مردادماه ۱۳۹۹ گفته شد که این موتور با کنترل هیدرو مکانیک (مشابه مدل امریکایی) روی خط تولید انبوه قرار گرفت و ایران در زمره ۸ کشور صاحب  فناوری تولید موتور جت قرار گرفت. از تعداد تولید سالانه آماری در دست نیست.

## مشخصات فنی

#### خصوصیات کلی
- نوع: afterburning turbojet engine
- طول: ۱۱۲٫۰ اینچ (۲۸۴ سانتیمتر)
- قطر: ۲۰٫۵ اینچ (۵۲ سانتیمتر) inlet
- وزن خشک: ۷۲۰ پوند (۳۳۰ کیلوگرم)

#### اجزا
- کمپرسور: single-spool axial-flow
- Combustors: annular
- توربین: 2 stages
- نوع سوخت: jet fuel

#### عملکرد
- Maximum رانش: ۳٬۵۰۰ پوند-نیرو (۱۶ کیلونیوتن) dry thrust / ۵٬۰۰۰ پوند-نیرو (۲۲ کیلونیوتن) afterburner thrust
- نسبت فشار کلی: 8.0:1
- جریان جرمی هوا: ۵۰ پوند (۲۳ کیلوگرم) per second
- دمای داخلی توربین: ۱٬۸۰۰ درجه فارنهایت (۹۸۰ درجه سلسیوس)
- مصرف سوخت یژه برخاست: ۱٫۲۰ lb/(lbf·h) یا ۳۴ g/(kN·s) dry thrust / ۲٫۰۰ lb/(lbf·h) یا ۵۷ g/(kN·s) afterburner thrust
- نسبت نیرو به وزن: 5.15 dry / 7.0 afterburner